# Rachel Röst
Rachel Röst (født 21. september 1976) er en dansk forfatter, der skriver til både voksne og børn. Hun er også stifter af den prisbelønnede nonprofitorganisation Læs for Livet.
Röst er født og opvokset på Amager i en mormonfamilie, præget af social kontrol og fattigdom. Hendes far var folkeskolelærer og moren hjemmegående. Desuden har Röst to yngre søstre. Hun fattede tidligt interesse for at skrive og drømte om at blive forfatter, siden hun var seks år gammel.
Röst havde det svært hjemme og droppede ud af Rysensteen Gymnasium på grund af mistrivsel. Som 16-årig tog hun selv kontakt til kommunen og bad om at blive flyttet. Hun blev derefter anbragt på Rymarksvænge Ungdomspension i Hellerup. Her begyndte hun på Gammel Hellerup Gymnasium. Röst begyndte at ryge hash og stjæle, inspireret af nye venner på ungdomspensionen.
Hun flyttede som 18-årig på Tingbjerg Kollegium, men da hun droppede ud af gymnasiet igen, måtte hun flytte. Röst blev gravid som 19-årig og fik en søn, Silas. Hun begyndte på HF Efterslægten og fik skolens højeste gennemsnit. Efterfølgende blev hun cand. mag. i litteraturvidenskab fra Københavns Universitet. Hun har bl.a. arbejdet som tekstforfatter, manuskriptkonsulent, kommunikationskonsulent og freelancejournalist, inden hun stiftede Læs for Livet og derefter arbejdede i denne organisation.
I 2006 debuterede hun med børnebogen ”Da musene flyttede samme vej som guldet”. Hun debuterede som romanforfatter i 2021 med ”Grundvold”, der udkom på Gyldendal.

## Læs for Livet
I 2012 stiftede Röst nonprofitorganisationen Læs for Livet, som arbejder for at gøre bøger tilgængelige for børn og unge i svære livsvilkår. Hun fik idéen fra sin egen oplevelse af, at der ikke var bøger på den ungdomspension, hun blev anbragt på – og fra sin erfaring med overfloden af bøger i bogbranchen, som fx frieksemplarer af titler til forfattere og illustrorer.
Hun arbejdede frivilligt med Læs for Livet, indtil en million-donation fra Egmont Fonden i slutningen af 2015 gjorde det muligt for hende at blive ansat, hvad hun har været siden. Röst har modtaget flere priser for sit arbejde med Læs for Livet:
- Læseinitiativ-prisen 2014, uddelt af Landsforeningen af Læsepædagoger
- BØFA-prisen 2014, uddelt af Børnebibliotekarernes Faggruppe
- Børnesagsprisen 2014, uddelt af Børnesagens Fællesråd
- Klodshans-prisen 2014, uddelt af IBBY (Selskabet for Børnelitteratur)
- Benny Andersens Børnepris 2014, uddelt af Benny Andersen på den årlige Børnekonference